# Guillaume Rolle
Guillaume Rolle (...) è un giocatore di football americano svizzero che gioca nel ruolo di linebacker per i Black Panthers de Thonon.